# (179379) 2001 XL249
2001 أكس أل 249 (ويعرف أيضًا باسم (179379) 2001 أكس أل 249 وفق تسمية الكوكب الصغير) (بالإنجليزية: 2001 XL249)‏؛ هو كويكب ضمن حزام الكويكبات.
اكتُشف هذا الجُرم الفلكي بواسطة برنامج شميدت للكويكبات في بكين في 13 ديسمبر 2001، وترتيبه 179379 من حيث الاكتشاف.

## الوصف
اكتُشف 1793792001XL في 13 ديسمبر 2001 في محطة شينغلونغ، الواقع في جبال يان، مقاطعة خبي في الصين، بواسطة برنامج شميدت للكويكبات في بكين. وقد رصد المشروع 918 مشاهدة للكويكب إلى غاية 5 فبراير 2022 بتوقيت منطقة المحيط الهادئ، أي في مدة قدرها 11,241 يومًا (30.8 عام). تستغرق الفترة المدارية للكويكب 2,000 يومًا (5.5 عام).

## الخصائص المدارية
يتميز مدار هذا الكويكب بنصف محور رئيسي يبلغ 3.11 وحدة فلكية، وحضيض قدره 2.55 وحدة فلكية، وانحراف قدره 0.181 وزاوية ميلان 7.47 درجة بالنسبة لمسار الشمس. بسبب هذه الخصائص، أي نصف المحور الرئيسي بين 2 و3.2 وحدة فلكية وحضيض أكبر من 1,666 وحدة فلكية، يُصنف هذا الجُرم الفلكي وفقًا لقاعدة بيانات مختبر الدفع النفاث لأجرام النظام الشمسي الصغيرة كائنًا من حزام الكويكبات الرئيسي.

## وصلات خارجية
- (179379) 2001 XL249 في قاعدة بيانات مختبر الدفع النفاث لأجرام النظام الشمسي الصغيرة

- الاكتشاف · مخطط المدار ·  العناصر المدارية · المعلمات المادية

- (179379) 2001 XL249 على موقع ويكي سكاي: DSS2, SDSS, GALEX, IRAS, Hydrogen α, X-Ray, Astrophoto, Sky Map, Articles and images